# Roger Moreau
Roger Moreau, né le 15 mai 1904 à Montrésor et mort le 23 mai 1986 à Amboise, est un homme politique français.

## Détail des fonctions et des mandats

### Mandat local
- 1945 - 1977 : maire de Montrésor[1].

### Mandat parlementaire
- 23 juillet 1975 - 2 octobre 1983 : Sénateur d'Indre-et-Loire